# Cristian Raileanu
Cristian Raileanu (ur. 24 stycznia 1993 w Bielcach) – rumuński kolarz szosowy pochodzenia mołdawskiego, do 2022 reprezentant Mołdawii.

## Najważniejsze osiągnięcia
Opracowano na podstawie:
2013
- 3. miejsce w mistrzostwach Mołdawii do lat 23 (jazda ind. na czas)

2014
- 2. miejsce w mistrzostwach Mołdawii (jazda ind. na czas)
- 3. miejsce w mistrzostwach Mołdawii (start wspólny)

2015
- 3. miejsce w mistrzostwach Mołdawii (jazda ind. na czas)
- 2. miejsce w mistrzostwach Mołdawii (start wspólny)

2016
- 1. miejsce w mistrzostwach Mołdawii (start wspólny)

2017
- 3. miejsce w mistrzostwach Mołdawii (start wspólny)
- 1. miejsce na 3a. etapie Tour of Szeklerland

2018
- 2. miejsce w Tour of Antalya
- 1. miejsce w Tour of Cartier
  - 1. miejsce na 2. etapie
- 2. miejsce w Tour of Mesopotamia
- 3. miejsce w Tour de Serbia
- 3. miejsce w mistrzostwach Mołdawii (start wspólny)
- 1. miejsce w klasyfikacji górskiej Turul Romaniei

2019
- 3. miejsce w Tour de Iskandar Johor
  - 1. miejsce na 2. etapie
- 1. miejsce na 4. etapie Tour of Taiyuan
- 1. miejsce w mistrzostwach Mołdawii (jazda ind. na czas)
- 1. miejsce w mistrzostwach Mołdawii (start wspólny)
- 2. miejsce w Tour of Iran
- 1. miejsce na 5. etapie Tour of Peninsular
- 2. miejsce w Tour de Singkarak
  - 1. miejsce na 4. etapie

2020
- 1. miejsce w mistrzostwach Mołdawii (jazda ind. na czas)
- 1. miejsce w mistrzostwach Mołdawii (start wspólny)

2021
- 1. miejsce w mistrzostwach Mołdawii (jazda ind. na czas)
- 2. miejsce w mistrzostwach Mołdawii (start wspólny)

2022
- 2. miejsce w Tour of Albania
- 3. miejsce w mistrzostwach Rumunii (jazda ind. na czas)
- 1. miejsce na 4. etapie Tour of Szeklerland
- 2. miejsce w Turul Romaniei

2023
- 2. miejsce w Tour of Albania
- 1. miejsce w klasyfikacji górskiej Tour of Huangshan
- 3. miejsce w Tour of Szeklerland
  - 1. miejsce na 3. etapie

2024
- 2. miejsce w mistrzostwach Rumunii (jazda ind. na czas)
- 1. miejsce w mistrzostwach Rumunii (start wspólny)

## Rankingi
| Rok             | 2012 | 2013 | 2014 | 2015 | 2016  | 2017 | 2018 | 2019 | 2020 | 2021 | 2022 | 2023 | 2024 |
| --------------- | ---- | ---- | ---- | ---- | ----- | ---- | ---- | ---- | ---- | ---- | ---- | ---- | ---- |
| World Ranking   |      |      |      |      | 1228. | 500. | 383. | 269. | 187. | 855. | 347. | 431. | 325. |
| UCI Europe Tour | 556. | 783. | 399. | 328. | 844.  | 285. | 208. | 220. | 154. | 660. | 277. | -    | -    |
| UCI Asia Tour   | -    | -    | -    | -    | -     | 453. | 583. |      |      |      |      |      |      |
|                 |      |      |      |      |       |      |      |      |      |      |      |      |      |
| Źródło: UCI     |      |      |      |      |       |      |      |      |      |      |      |      |      |